# نعیجه
نعیجه یک شهرک در منطقه شهرداری دوحه، قطر می‌باشد. 